# Hazara
Hazara (persisk: هزاره) er et persisktalende folk, som primært bor i den centrale Hazarajat region i Afghanistan. Hazarerne udgør cirka 9 % af Afghanistans befolkning og er dermed omtrent den tredjestørste etniske folkegruppe i landet, omend data om landets etniske sammensætning er usikker. Der findes også betydelige grupper hazara i Quetta i Pakistan samt i Iran.
Hazara-folket er let genkendelige, da de er af mongolsk afstamning og har asiatisk-lignende træk.

## Etymologi
Ordet Hazara stammer mest sandsynligt fra ordet tusind på persisk: هزار - hazār.

## Historie
Hazarafolkets oprindelse er uklar. Det er tydeligt, at Hazarafolket har en historisk tilknytning til det mongolske folk såvel som det tyrkiske. Genetiske undersøgelser viser en stærk fremtræden af haplogrupper, som forbindes med efterkommere af Djengis Khans soldater og i mindre mål er tadjikiske haplogrupper repræsenteret. Sproget henhører under dialekter af dari
Første gang hazaraer er nævnt, var hos Babur i det tidlige 16. århundrede og senere af historikerne Shah Abbas fra Safavid-dynastiet. Det er oplyst, at de konverterede til shia-islam i det 16. århundrede og begyndelsen af det 17. under Safavid-perioden.
Før 1893 udgjorde Hazarafolket lidt over 67 % af hele befolkningen, men efter et folkemord, som blev startet af Abdur Rahman Khan, blev over 60 % af hazarafolket massakreret.

## Sprog
Hazaraere, som lever på landet, taler Hazaragi, en østlig dialekt af det persiske sprog, men med mange mongolske låneord.
Mange af de urbane hazaraere, som bor i større byer som Kabul og Mazari Sharif, taler ikke mere hazaragi, men en mere udtalt persisk dialekt.
Til for nylig, var der nogle få hazaraer nær Herat, som endnu talte det mongolske sprog.

## Religion
Hazaraere er overvejende shia-muslimer. De fleste er fra Tolver-sekten, og nogen er fra Ismaili. Eftersom den største del af afghanerne praktiserer sunni-islam, kan dette være en af årsagerne til, at hazaraere bliver diskrimineret. Hazaraere konverterede muligvis fra sunni-islam under Ilkhanatet-herskeren Oljeitu (1304-1316) eller i den første fjerdedel af det 16. århundrede i de tidlige dage af Safavid-dynastiet. Ikke desto mindre er det et faktum, at en minoritet er sunni-muslimer. Sunni-hazarere er blevet tilknyttet ikke-hazara stammer, mens de, som praktiserer ismaili, altid har været adskilte fra resten af hazaraerne på grund af deres religiøse tro og politiske standpunkter.

## Hazara stammer
Hazarafolket har altid været opdelt i forskellige stammer. Daizangi er den største stamme og repræsenterer 57.2% af hele Hazara-befolkningen.